# Longidorella macramphis
Longidorella macramphis är en rundmaskart. Longidorella macramphis ingår i släktet Longidorella och familjen Dorylaimidae. Inga underarter finns listade i Catalogue of Life.